# Diogo Viana
Diogo Filipe Guerreiro Viana (Lagos, 1990. február 22. –) portugál labdarúgó, 2017-től a Belenenses labdarúgója.

## Pályafutása
Diogo Viana Lagosban született, Algarve tartományában. Hatévesen került Sporting CP akadémiájára.
2008 júniusában, 18 évesen FC Porto igazolta le. 2 és fél millió euróért. Többnyire a junior csapatban játszott, a felnőtt csapatban sosem lépett pályára a Portugál bajnokságban.
2009. június 17-én kölcsönadták Hollandiába a VVV-Venlo csapatához. Az Eredivisie 2009–2010-es szezonjában 12. helyhez segítette csapatát. 2011 januárjában visszakerült Portugáliába, a másodosztályban szereplő CD Aves csapatához igazolt.
Viana a bolgár első osztályban szereplő PFK Litex Lovecs csapatához igazolt 2015 júniusában. 2016 nyarán ingyen szerződött PFK CSZKA Szofija csapatához.
Bár sokáig úgy tűnt, és 2017. január 26-án be is jelentették, hogy Viana a Debreceni VSC csapatához ír alá, az utolsó pillanatban meggondolta magát és hazájában, a Belenensesben folytatta pályafutását.